# Iceberg A-68

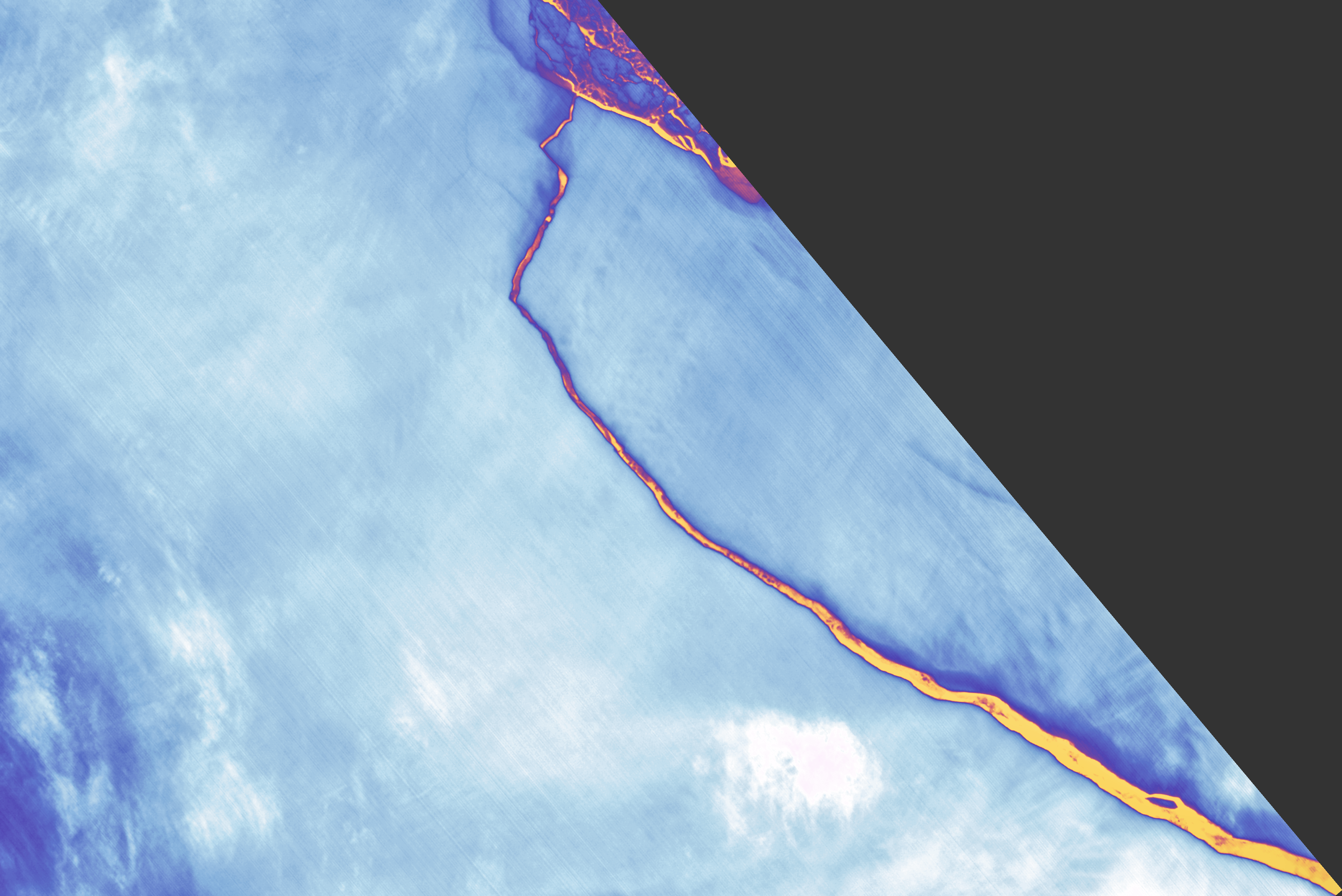
Iceberg A-68 em 12 de julho de 2017

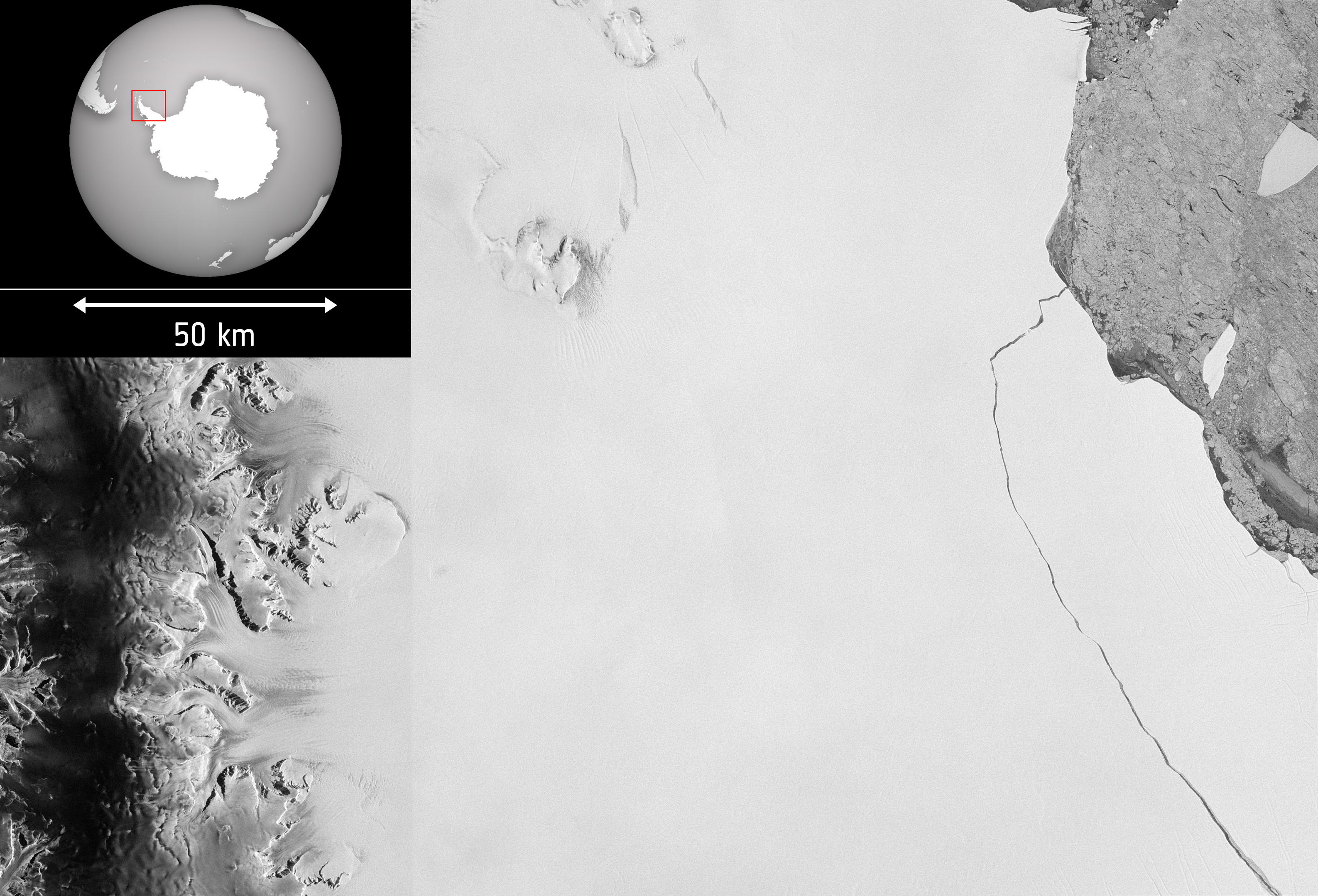
Imagem de radar do satélite da ESA, Sentinel-1B, tirada em 12 de julho de 2017, mostrando a ruptura completa.

O Iceberg A-68 teve sua origem na plataforma de gelo Larsen C em julho de 2017. Com uma área de superfície de 5.800 quilômetros quadrados, é um dos maiores icebergs registrados, sendo o maior o B-15 que mediu 11.000 quilômetros quadrados antes de se despedaçar. Não há nenhum caminho projetado até o momento; no entanto, dados históricos mostram que muitos icebergs quebrados da Península Antártica alcançam a Geórgia do Sul e as Ilhas Sandwich do Sul. No momento da sua formação, o iceberg pesava mais um trilhão de toneladas e que tinha uma espessura de 200 m.

## História
O iceberg A-68 foi originalmente parte da plataforma de gelo Larsen C (uma das quatro zonas em que a plataforma de gelo Larsen é convencionalmente dividida) e deveria ser uniforme mas, devido ao aquecimento da água do oceano, bem como o ar circundante, ele tem se separado. Alguns pesquisadores da NASA pensam que a fratura que levou à formação do iceberg começou a abrir-se em torno dos primeiros dias de novembro de 2016.
A evolução da fratura continuou até 12 de julho, 2017, em que, como mencionado, houve a separação completa da massa de gelo a partir da plataforma.
As fotografias tiradas em 17 de julho pelo satélite Deimos-1 da ESA, mostram que o iceberg começou a se mover para o norte e, em 18 de Julho, cerca de 3 km de distância da nova frente da plataforma, estas imagens mostram os icebergs se fragmentando em seu extremo norte-oriental criando vários icebergs menores.